# Municipio de Fremont (condado de Buchanan)
El municipio de Fremont (en inglés: Fremont Township) es un municipio ubicado en el condado de Buchanan en el estado estadounidense de Iowa. En el año 2010 tenía una población de 253 habitantes y una densidad poblacional de 2,67 personas por km².

## Geografía
El municipio de Fremont se encuentra ubicado en las coordenadas 42°30′45″N 91°40′5″O / 42.51250, -91.66806. Según la Oficina del Censo de los Estados Unidos, el municipio tiene una superficie total de 94.59 km², de la cual 94,59 km² corresponden a tierra firme y (0 %) 0 km² es agua.

## Demografía
Según el censo de 2010, había 253 personas residiendo en el municipio de Fremont. La densidad de población era de 2,67 hab./km². De los 253 habitantes, el municipio de Fremont estaba compuesto por el 94,47 % blancos, el 0,4 % eran amerindios, el 2,37 % eran de otras razas y el 2,77 % eran de una mezcla de razas. Del total de la población el 3,95 % eran hispanos o latinos de cualquier raza.